# Citratantikoagulation
Die Citratantikoagulation ist neben der Heparinisierung von Blut eine gängige Form der Antikoagulation in der Dialyse. Der Vorteil liegt in ihrer extrakorporalen, lokalen Anwendung. Dadurch können auch Patienten behandelt werden, die kein Heparin vertragen (HIT II, SHT) oder septisch sind.

## Wirkung
Durch Zugabe von Ca-Komplexbildnern, z. B. Citrat oder EDTA, wird das Calcium als Chelat-Komplex im Blut gebunden und das Blut damit an der Gerinnung gehindert.
Das Calcium im Blut steht damit nicht als Gerinnungsfaktor („Faktor IV“) zur Verfügung und unterbricht damit den Gerinnungsprozess.

## Detaillierte Beschreibung
Während einer extrakorporalen Dialysebehandlung wird Blut durch ein Schlauchsystem und durch einen Filter gepumpt. Dies führt oft lokal zur Gerinnung, insbesondere an der venösen Kammer oder im Filter, so dass dieser verstopft und ausgetauscht werden muss. Dies führt zu einer längeren Behandlung und zum Blutverlust für den Patienten.
Am arteriellen Schlauchsystem wird nun direkt nach der Zugangsstelle ein Ca-Komplexbildner zugegeben, dieser verhindert nun die Blutgerinnung im Schlauchsystem. Bei Blutrückgabe wird das teilweise abfiltrierte „freie“ Calcium wieder venös direkt vor dem Patientenzugang zugegeben. Der Ca-Komplexbildner wird im systemischen Kreislauf in Leber, Niere und Skelettmuskel zu Bikarbonat metabolisiert und die Hemmung wird so aufgehoben.
Viele Dialysegeräte unterstützen diese Methode inzwischen und bieten ein entsprechendes Verfahren mit integrierten Pumpen und Steuerung an.